# 清水由美子
清水 由美子（しみず ゆみこ、1979年12月16日 - ）は、日本のファッションモデル。所属事務所はスペースクラフト。東京都出身。身長162cm、B79 W59 H87、靴のサイズは23.5cm、血液型はA型。趣味はピアノ。

## 来歴・人物
6歳の時からモデル活動をはじめる。素肌が綺麗なこともあり、美容特集記事への登場も多い。

## 出演

### 雑誌
- Lemon
- Duetヘアカタログ
- MORE
- Frau
- Oggi
- ef

ほか

### CM
- 福武書店 進研ゼミ中学講座（1993年） LINDBERG編
- カネボウ薬品 HミッテルS（1995年）
- ゼリア新薬工業 ローヤルゼリー配合『ももの味』（2001年）
- ドクターシーラボ　『赤から導入』編（2008年）

### ドラマ
- エリアコードドラマ054『Alice 6』（1995年、テレビ静岡) - 加藤樹茉莉 役

### 映画
- 楽園の彼方・水の女 (2000年、渡辺孝明監督） - 水の女 役

## 出版物

### 写真集
- 少女革命（1994年） - スペースクラフト所属のモデル達による写真集